# 后坪青年站
后坪青年站（韓語：후평청년역）是朝鮮民主主義人民共和國江原道洗浦郡后坪里的一個鐵路車站，属于青年伊川线。

## 邻近车站
青年伊川线
箕山青年站 - 后坪青年站 - 西下站